# Langage de requête
Un langage de requête, aussi connu comme langage de requête des données (en anglais : data query language ; DQL), est un langage informatique utilisé pour accéder aux données d'une base de données ou d'autres systèmes d'information. Il permet d'obtenir les données vérifiant certaines conditions (on parle de critères de sélection), comme toutes les personnes qui habitent une ville donnée. Les données peuvent être triées, elles peuvent également être regroupées suivant les valeurs d'une donnée particulière (par exemple on va regrouper toutes les personnes qui habitent la même rue).
La grammaire d'un langage de requête est adaptée à la structure des données interrogées. Le langage de requête le plus connu et le plus utilisé est SQL.

## Historique
En 1970, Edgar Frank Codd, chercheur en informatique au laboratoire d’IBM Research à San José, propose un nouveau modèle de données : le modèle relationnel. Les modèles de données existants, le modèle hiérarchique et le modèle réseau, possèdent plusieurs problèmes, dont celui d’être conçu avec une vision de programmeur : les utiliser nécessite d’avoir une connaissance de la façon dont les données sont stockées.
Dans son article A Relational Model of Data for Large Shared Data Banks, Edgar Frank Codd propose le modèle relationnel, qu’il décrit ainsi : « [le modèle relationnel] fournit un moyen de décrire les données avec leur structure naturelle seulement — c’est-à-dire, sans imposer aucune structure supplémentaire à des fins de représentation machine ». En 1971, dans ses articles Relational Completeness of Data Base Sublanguages et A Data Base Sublanguage Founded on the Relational Calculus, Edgar Frank Codd introduit trois langages : l’algèbre relationnelle, le calcul relationnel (en) et le langage de requête Alpha (en).
Vers 1973, indépendamment du langage Alpha, Don Chamberlin et Raymond F. Boyce créent le langage SEQUEL, plus tard renommé SQL. Le projet Ingres crée son propre langage, appelé QUEL, et inspiré par Alpha. Toutefois, dans les années 1980, SQL est mis en avant par les entreprises vendant des bases de données, telles qu’IBM ou Oracle. SQL devient le langage dominant sur le marché et QUEL est abandonné petit à petit. À ce jour, SQL reste le langage de requête pour les bases relationnelles le plus utilisé.

## SQL
Une base de données peut être interrogée de manière formelle par le langage SQL ou par un langage algébrique. Le langage SQL (Structured Query Language) est devenu un standard des bases de données relationnelles (en 1987, normalisation de ce langage par ANSI). 
SQL s'utilise sous deux formes, soit d'une manière interactive, soit à l'intérieur d'un langage hôte (C, Fortran, Cobol…). SQL ne comporte qu'une vingtaine d'instructions, il est dit procédural (l'accès aux données se fait par leur contenu et non par leur chemin). SQL est un langage de définition des données (LDD), de manipulation de données (LMD), de contrôle des données (LCD) et d'interrogation des données (LID). Malgré le succès du langage SQL qui a suivi, Edgar F. Codd dénoncera cet outil qu'il considère comme une interprétation incorrecte de ses théories.

### Terminologie
SQL permet la gestion et l'interrogation des bases de données. Une base de données peut être considérée comme une table à deux dimensions, dont les colonnes sont les champs et les lignes sont les tuples. Plusieurs tables peuvent contenir des colonnes de mêmes noms, pour les différencier il faudra préfixer les rubriques par le nom de la table.
Remarque. La base de données fournie en exemple est composée de 2 tables. La table Employe constituée d'un code employé, d'un nom, d'un prénom, d'une date de naissance, d'une adresse et d'un code emploi. La table Emploi constituée d'un code emploi (auquel fait référence la table EMPLOYE), d'un libellé d'emploi, de la ville concernée par cet emploi.

### La projection
La projection est une opération qui consiste à ne sélectionner que certaines données pour l'affichage. La syntaxe est la suivante :
```
 R1 ← PROJ(nomdelatable; liste des propriétés)
```

```
 
SELECT
 
liste
 
des
 
propriétés

 
FROM
 
nomdelatable
 
;

```

Exemples :
LA : PROJ(Employe; nom, prénom)
SQL : SELECT nom, prénom  FROM Employe ;
Cette requête ne renvoie que les nom et prénom de la table Employe
LA : PROJ(Employe; *)
SQL : SELECT *   FROM Employe ;
Cette requête renvoie toutes les rubriques de la table Employe grâce au caractère joker *.

### Le tri
Pour obtenir un affichage trié, il est nécessaire de le préciser. L'opérateur de tri est à utiliser en langage algébrique. La clause order by est à ajouter à la fin de la requête SQL, suivi du nom de la colonne qui doit être utilisé pour ce tri Le tri par défaut s'effectue par ordre croissant ; pour obtenir un tri par ordre décroissant, il faut rajouter le paramètre DESC.
```
 R2 ← TRI('''R1'''; attribut du tri croissant)
```

```
 
SELECT
 
Liste
 
des
 
propriétés

 
FROM
 
nomdelatable

 
ORDER
 
BY
 
propriété
 
ASC
;

```

Ou :
```
 R2 ← TRI('''R1'''; attribut du tri décroissant)
```

```
 
SELECT
 
Liste
 
des
 
propriétés

 
FROM
 
nomdelatable

 
ORDER
 
BY
 
propriété
 
DESC
;

```

Attention ! : le tri ne s'effectue qu'à l'affichage, en aucun cas la base de données n'est modifiée.
Exemple :
- Sélection des employés (nom et prénom) triés par ordre alphabétique du nom et par date de naissance décroissante.

```
 R1 ← PROJ(Employe; nom, prenom, datenais)
 R2 ← TRI(R1; nom croissant, '''datenais décroissant''')
```

```
 
SELECT
 
nom
,
 
prenom
,
 
datenais

 
FROM
 
Employe

 
ORDER
 
BY
 
nom
 
ASC
,
 
datenais
 
DESC
 
;

```

Attention ! : Pour un tri multi-critères, l'ordre de tri est celui de la rubrique d'avant.
- À partir du tri ci-dessus, nous rajoutons un tri par prénom croissant

```
 R1 ← PROJ(Employe; nom, prenom, datenais)
 R2 ← TRI(R1; nom croissant, datenais décroissant, '''prenom croissant''')
```

```
 
SELECT
 
nom
,
 
prenom
,
 
datenais

 
FROM
 
Employe

 
ORDER
 
BY
 
nom
 
ASC
,
 
datenais
 
DESC
,
 
prenom
 
ASC
 
;

```

### La sélection
La sélection consiste à sélectionner des lignes répondant à certains critères. La syntaxe est la suivante :
```
 R1 ← SEL(R; propriété opérateur valeur ET propriété opérateur valeur)
```

Attention ! : Le langage algébrique s'écrit à l'envers du SQL.
```
 
SELECT
 
liste
 
des
 
propriétés

 
FROM
 
nomdelatable

 
WHERE
 
propriété
 
op
 
valeur

 
AND
 
propriété
 
op
 
valeur
 
;

```

- Qu'est-ce qu'un critère de sélection (appelé aussi prédicat) ?

C'est le résultat de la comparaison de deux expressions au moyen d'un opérateur de comparaison.
- Qu'est-ce qu'un opérateur ?

Un opérateur décrit une opération de comparaison.
Egal =
différent != ou ⇔ suivant le SGBDR
Supérieur >
Supérieur ou égal >=
Inférieur <
Inférieur ou égal ⇐
Attention ! : Les minuscules sont différenciées des majuscules

### La jointure
C'est une opération permettant de ramener sur une même ligne des données venant de plusieurs tables. Une jointure s'effectue grâce à un produit cartésien de plusieurs tables (256 au maximum) et l'application de sélections.
```
 
R3
 
=
 
JOIN
(
R1
,
 
R2
;
 
R1
.
propriété
 
opérateur
 
R2
.
propriété
)

```

### Les sous-interrogations
Une sous-interrogation est l'expression d'un prédicat à l'aide du résultat d'une sélection. Il peut y avoir jusqu’à 16 niveaux de sous-interrogations. Une erreur est générée si une sous-interrogation n'amène rien ou si elle ramène plus de valeurs que ne peut en accepter le champ.

## Complétude des langages de requêtes
C'est Codd le premier qui dans son article A relational model of data for large shared data banks définit la complétude d'un langage comme l'équivalence à l'algèbre relationnelle[réf. nécessaire].
Plus généralement, un langage de requête est complet s'il permet de poser toutes les questions possibles sur une base de données. Une définition "statique" a été introduite en parallèle par Bancilhon et Paredaens, qui énonce qu'un langage est complet s'il permet de produire toutes les relations invariantes par le groupe d'isomorphismes qui laissent les éléments du graphe invariants[Quoi ?]. Paredaens a démontré que l'algèbre relationnelle était complète et Bancilhon a démontré que le calcul relationnel était complet[réf. nécessaire].

## Exemples
Par ordre alphabétique :
- Datalog pour les bases de données déductives
- DMX pour les modèles d'exploration de données (Data Mining)
- MDX pour les bases de données multidimensionnelles OLAP
- OQL pour les bases de données orientées objet
- Prolog
- SPARQL pour les graphes RDF
- SQL pour les bases de données relationnelles
- XQuery pour les données XML
- XPath pour parcourir le DOM